# Ousainou Darboe
Ousainou Darboe (Gâmbia, 8 de agosto de 1948) é um político e advogado gambiano que atuou como vice-presidente da Gâmbia e ministro de Assuntos da Mulher de junho de 2018 a março de 2019, durante o governo do presidente Adama Barrow . Trabalhou anteriormente como Ministro das Relações Exteriores de Barrow de fevereiro de 2017 a junho de 2018.
Darboe é advogado de direitos humanos e trabalhou nas Câmaras da Procuradoria Geral da República antes de abrir seu consultório particular. Ele atuou como consultor de várias empresas e agências governamentais e também foi vice-presidente da Ordem dos Advogados da Gâmbia. Ele fundou o Partido Democrático Unido em 1996. Foi o principal partido da oposição sob o governo de Yahya Jammeh, e o próprio Darboe disputou as eleições presidenciais de 1996, 2001 e 2006  pelo partido. Ele foi preso em 2016, mas libertado após a vitória de Barrow.

## Infância e educação
Darboe nasceu em 1948, filho de Numukunda Darboe, que serviu como membro do parlamento no distrito de Lower Falluda West e como secretário de comunicações do Partido Unido de Pierre Sarr N'Jie. Darboe frequentou a Escola Primária Bansang e depois prosseguiu para Banjul, onde estudou na Escola Santo Agostinho e na Gambia High School. Darboe recebeu uma bolsa da Commonwealth para estudar direito na Universidade de Lagos, na Nigéria . Mais tarde, ele também estudou mestrado em direito pela Universidade de Ottawa, Canadá. Ele é o primeiro advogado gambiano do grupo étnico Mandinka.

## Carreira jurídica
Darboe foi membro da Ordem dos Advogados da Nigéria em 1973 e deixou o posto em maio de 1973 para assumir o cargo de promotor estadual. Ele foi chamado ao tribunal da Gâmbia em novembro de 1973, tornando-se o primeiro advogado gambiano do grupo étnico Mandinka . Trabalhou nas Câmaras da Procuradoria Geral da República, primeiro como advogado do estado, depois como secretário-geral interino e depois como desenhista jurídico, antes de renunciar em 1980 em protestos contra o uso da legislação draconiana pelo governo para reprimir a oposição.
Darboe então entrou em um consultório particular, trabalhando como advogado de direitos humanos. Fundou a Basansang Chambers em 1980. Mais tarde, ele se juntou a Neneh MC Cham e Lamin Darboe como sócio sênior. Darboe é creditado por ter salvado a vida de mais de 200 gambianos da pena de morte. Após o fracassado golpe de 1981 contra o governo de Dawda Jawara, Darboe defendeu com sucesso muitos envolvidos, incluindo Pap Cheyassin Secka e Xerife Mustapha Dibba, ambos julgados por traição. Darboe representou a maioria dos detidos após o golpe.
Ele trabalhou como consultor jurídico de muitas empresas e organizações importantes da Gâmbia, incluindo o Gamtel Continent Bank (que foi dissolvido em 2003), Corporação de Transporte Público da Gâmbia e Corporação de Financiamento da Seguridade Social e Habitação.  Também forneceu consultoria e representação em uma base pro bono . Ele serviu na Ordem dos Advogados da Gâmbia por vários anos como vice-presidente e também foi membro do Comitê Consultivo Nacional para a seleção de juízes no Tribunal Internacional de Justiça .

## Carreira política

### Maior político da oposição

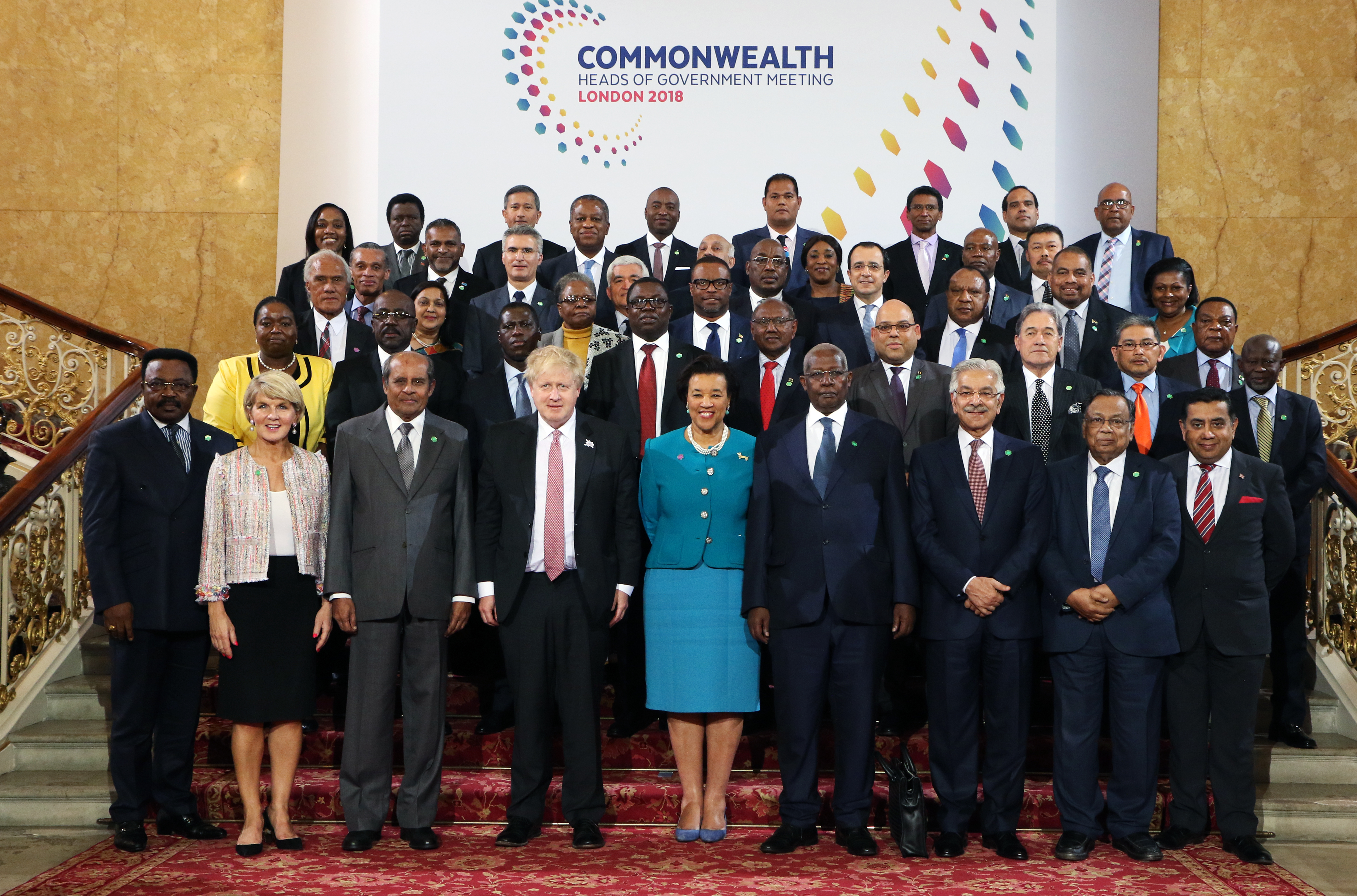
Darboe (segunda fila, ponta direita) em uma reunião de ministros das Relações Exteriores da Commonwealth em 2018.

Em 1994  houve um golpe militar, levando Yahya Jammeh ao papel de chefe de Estado. Em agosto de 1996, Darboe fundou o Partido Democrático Unido com base na "democracia, constitucionalismo e Estado de Direito" e se tornou seu primeiro líder. Ele concorreu pela primeira vez à presidência nas eleições presidenciais de 1996, onde ficou em segundo lugar contra Jammeh, ganhando 35,84% dos votos contra 55,77% de Jammeh. No entanto, a eleição foi amplamente criticada pelos observadores por suas falhas.
Em junho de 2000, durante a campanha para as eleições de 2001, seu comboio foi emboscado por apoiadores do regime de Jammeh. Um atacante, Alieu Njie, foi morto. Darboe e outros 20 foram presos e mantidos na delegacia de Basse antes de serem transferidos para o tribunal de Banjul e pagar fiança.
Ele concorreu novamente nas eleições de 2001, representando uma coalizão tripartite da PUD, do Partido Progressista do Povo (PPP) e do Partido Popular da Gâmbia (PPG). Ele terminou novamente em segundo, atrás de Jammeh, conquistando 32,59% dos votos. Em 2005, o PUD se uniu a outros quatro partidos da oposição para formar a Aliança Nacional pela Democracia e Desenvolvimento (ANDD), em preparação para as eleições no final de 2006 e no início de 2007. A aliança, no entanto, se desintegrou depois que o PUD e o Partido Nacional de Reconciliação (NRP) se retiraram no início de 2006.
Quando a eleição presidencial foi realizada em setembro de 2006, o PUD de Darboe formou outra coalizão com o NRP e o Partido da Gâmbia para Democracia e Progresso (GPDP), chamada de "Aliança pela Mudança de Regime". Na eleição, o companheiro de chapa de Darboe foi Hamat Bah. Um cabo diplomático dos Estados Unidos descrevendo os candidatos às eleições chamou Darboe de "candidato perene". Especulou por seu oponente que Darboe parecia "confiar nas lealdades tribais para garantir a vitória nas urnas" e também observou que "não está claro se ele seria um aliado confiável para os EUA". Jammeh venceu a eleição com 67,33% dos votos, seguido por Darboe, que obteve 26,69%. Um terceiro candidato representando os partidos restantes do ANDD, Halifa Sallah, terminou um terceiro com 5,98% dos votos. Darboe rejeitou os resultados oficiais da eleição, dizendo que a eleição não era livre e justa e que havia uma intimidação generalizada dos eleitores.
Darboe foi preso em abril de 2016 por participar de protestos exigindo o corpo (vivo ou morto) do líder da juventude de seu partido, Ebrima Solo Sandeng, que foi preso pelos agentes de segurança do estado, torturado e eventualmente morto sob custódia, um dia após sua prisão. Darboe permaneceu na prisão durante o período que antecedeu a eleição presidencial de dezembro de 2016 e, na sua ausência, Adama Barrow, um empresário sem experiência política, foi designado candidato presidencial do partido (com o aval de Darboe). Em um resultado chocante, Barrow, como candidato da oposição conjunta que liderou a Coalizão 2016, derrotou Jammeh na eleição. Alguns dias após a eleição, Darboe estava entre os 19 membros da oposição libertados da prisão.

### Ministro de relações exteriores
Em 1 de fevereiro de 2017, Darboe foi empossado como Ministro dos Negócios Estrangeiros de Barrow. No dia seguinte, ele se encontrou com diplomatas estrangeiros credenciados na Gâmbia para "fortalecer as relações bilaterais entre a Gâmbia e o mundo". Na mesma semana em que ele assumiu, foi confirmado que 33 milhões de euros em ajuda externa da União Européia, congelados sob o regime de Jammeh, seriam liberados para a Gâmbia.
No final de 2017, Darboe causou polêmica quando exigiu que o presidente do Togo, Faure Gnassingbé, renunciasse devido a protestos maciços contra o governo. Ele retirou a declaração alguns dias depois.

### Vice presidente
Em uma remodelação do gabinete em junho de 2018, Darboe foi promovido ao cargo de vice-presidente e ministro de Assuntos Presidenciais, substituindo Fatoumata Tambajang, que ocupava o cargo desde novembro de 2017. O mandato de Darboe como vice-presidente estava repleto de relatos de desacordos com o presidente Adama Barrow . O que ocasionou sua remoção do cargo de vice-presidente em uma reforma do gabinete em 15 de março de 2019, que também levou a remoção de Amadou Sanneh e Lamin N. Dibba, ambos ministros pertencentes ao partido de Darboe.

## Vida pessoal
Darboe é casado, tem duas esposas e vários filhos. Sua filha mais velha, Mariama, se formou na Universidade de Tulane, nos Estados Unidos. Ele é um entusiasta do esporte e atuou como vice-presidente do Comitê Olímpico e Esportivo Nacional da Gâmbia por vários anos, bem como presidente da Federação de Luta da Gâmbia.